# Грех Оюки
Грех Оюки (исп. El pecado de Oyuki) — мексиканская мелодрама, состоящая из 125 серий с элементами драмы и приключений, производства Televisa 1988 года, созданная полностью за пределами Мексики. Лауреат премий ACE и TVyNovelas.

## Сюжет
Япония, 1970-е годы. Оюки — невинная, красивая и честная японская крестьянка. Она выросла в небольшом загородном доме в провинции.
Старший брат Оюки, Ютака — злобный и тщеславный человек, плохо относящийся к семье. После смерти родителей Ютаку забирает свою сестру в Токио.
В Токио девочка обучилась танцам у своей тёти, которая работала гейшей. Ютака хотел нажиться на способностях своей сестры и превратить её в танцовщицу риоти. В новом городе старший брат Оюки срывает злость над сестрой, отбирая заработанные деньги и прибегая к домашнему насилию. Единственной, кто утешает Оюки, является её близкая подруга Сумико, которая предлагает ей танцевать на одной из престижных танцплощадок Токио.
На работе у Оюки появляется множество поклонников, среди которых Того Фушоко, японский богач. Оюки выбирает английского живописца Ирвинга Пойнтера, невзирая на состояние Фушоко. Её брат Ютака, узнав об отношениях Оюки с Ирвингом, убивает её подругу Сумико и скрывается от закона.
Оюки и Ирвинг решают пожениться, но это лишь приводит к сильной душевной боли из-за пришедшего к ней осознания того, что она выбрала себе в мужья мужчину другой расы и забеременела от него. Вдобавок ко всему прочему, у семьи возникают материальные проблемы.

## Создатели телесериала

### В ролях
- Ана Мартин — Оюки Огино
- Сальвадор Санчес — Ютака Огино
- Бой Олми — Ирвинг Поинтер
- Марта Рот — Леди Элизабет Поинтер
- Хорхе Мартинес де Ойос — Сеньор Чарлес Поинтер
- Рафаэль Санчес Наварро — Орсон Брукс
- Анна Сильветти — Элиане Рохмер
- Йошио — Того Фушоко/Такама Фушоко
- Патрисио Кастильо — Бертольдо Ноттингэм Bertoldo
- Эванхелина Элисондо — Диана
- Эрика Касуга — Сумико
- Ной Мураяма — Куосо
- Сесилия Габриэла — Юрико Поинтер/Лилу Поинтер
- Патрисия Берналь — Маргарита
- Аурора Клавель — Нанае Тайота
- Нурия Бахес — Ренее Саган
- Хорхе Паис — Томас Давидсон «Том»
- Марта Самора — Хелен
- Ана Луиса Пелуффо — Иветте
- Гильермо Муррай — Ричард Рохмер
- Марго Су — Кику
- Карла Накатани — Кикусан Тайота
- Мануэль Гисар — Ведо Шибаяма
- Карлос Рикельме — Джон Гибсон
- Кармелита Гонсалес — Келадора Шисико
- Анхелина Пелаэс — Кеико
- Алисия Энсинас — Реина Лемонд
- Бланка Торрес — Сестра Брукс, мать Орсона
- Энрике Гилаберт — Сеньор Лемонд
- Росита Пелайо — Грета
- Маргарита Исабель — Мари
- Луис Мануэль Пелайо — Ригоберто Смит
- Ева Кальво — Леонор
- Грасиэла Бернардос — Елена
- Франсес Ондивьела — секретарша
- Рамон Менендес — детектив Свартс
- Тео Тапия — Антонио

### Административная группа
- Оригинальный текст с адаптацией: Yolanda Vargas Dulché
- Тема заставки: El pecado de Oyuki
- Композитор: Bebu Silvetti
- Сценарист: Takeshi Hazama
- Художник по костюмам: Alejandro Gastélum
- Сеттинг: Teresa Pecanins
- Декоратор: Cristina Martínez de Velasco
- Редактор: Gabriel Vázquez Bulmán
- Начальник производства: Артуро Гисар
- Координатор производства: Maika Bernard
- Менеджер производства: Bosco Arochi
- Ассоциированный продюсер: Ана Мартин
- Оператор-постановщик: Gabriel Vázquez Bulmán
- Режиссёр-постановщик: Benjamín Cann
- Продюсер: Lucy Orozco

## Награды и премии

### ACE (4 из 4)
- Лучшими актёрами признаны Сальвадор Санчес и Ана Мартин.
- Лучшим режиссёром-постановщиком признан Бенхамин Канн.
- Марта Рот получила премию в номинации лучшее женское откровение.

### TVyNovelas(1 из 7)
- Лучшим оператором-постановщиком признан Габриэль Васкес Бульман.